# Kosmos 1423
Kosmos 1423 foi a designação técnica de uma missão espacial do programa Molniya lançada em 8 de Dezembro de 1982, cuja missão original não teve sucesso, pois o satélite não atingiu a órbita pretendida e acabou reentreando em 18 de Janeiro de 1986.